# USS Franklin (CV-13)
USS Franklin (CV-13), następnie: CVA-13, CVS-13, AVT-8 – amerykański lotniskowiec typu Essex będący piątym okrętem amerykańskim o nazwie „Franklin”. Doznał największych uszkodzeń ze wszystkich amerykańskich lotniskowców w czasie II wojny światowej, ale nie zatonął.

## Służba
Zwodowany 14 października 1943, wszedł do służby w United States Navy 31 stycznia 1944. Okręt brał aktywny udział w walkach na Pacyfiku w czasie II wojny światowej. W czerwcu 1944 został wysłany w rejon wysp Bonin, aby wspierać walki o archipelag Marianów. Okręt uczestniczył w licznych operacjach wspierając oddziały lądowe. W październiku wziął udział w walkach o wyspę Leyte, a jego samoloty uczestniczyły w ataku na japońskie pancerniki, wśród których znalazł się „Musashi”.
30 października 1944 podczas kampanii filipińskiej został ciężko uszkodzony przez japońskie samoloty kamikaze, które przebiły się przez obronę przeciwlotniczą i uderzyły w pokład startowy – zginęło 56 marynarzy, a 60 zostało rannych. Mimo uszkodzeń, po półtorej godziny naprawiono pokład i wznowiono operacje lotnicze. Następnych kilka miesięcy „Franklin” spędził na naprawach uszkodzeń i zadaniach szkoleniowych.
W marcu 1945 okręt pod dowództwem kapitana Leslie E. Gehresa został wysłany w rejon Wysp Japońskich. 19 marca został zaatakowany przez pojedynczy japoński bombowiec nurkujący, który lecąc w chmurach śledził amerykańskie samoloty powracające z misji nad terytorium Japonii. Bombowiec zrzucił dwie, prawdopodobnie 250-kilogramowe bomby: pierwsza wpadła do hangaru, druga przebiła się przez dwa pokłady zanim eksplodowała. Pożary wywołane eksplozjami bomb szybko ogarnęły samoloty na pokładzie oraz zbiorniki paliwa. Zginęło 796 marynarzy, a 265 zostało rannych. Za akty odwagi i męstwa załodze „Franklina” przyznano 2 Medale Honoru, 19 Krzyży Marynarki Wojennej, 22 Srebrne Gwiazdy, 116 Brązowych Gwiazd, 347 Purpurowych Serc i 808 nadanych pośmiertnie Purpurowych Serc. 

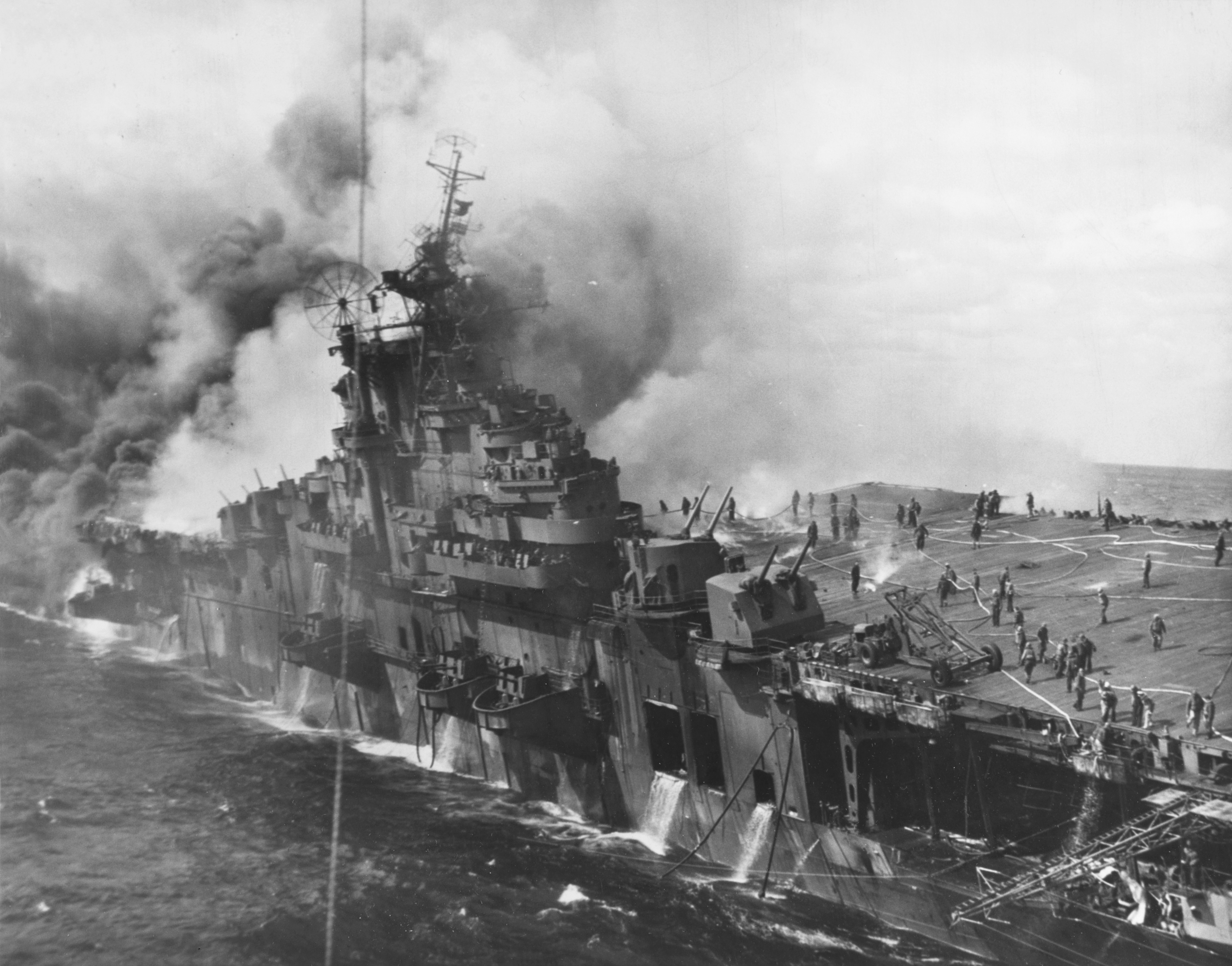
Pożar „Franklina”
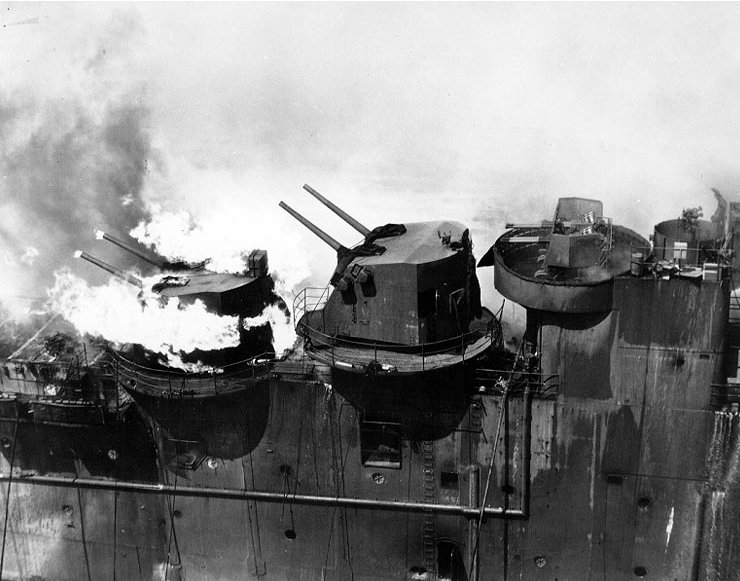
Armaty 127 mm Mark 12 w ogniu
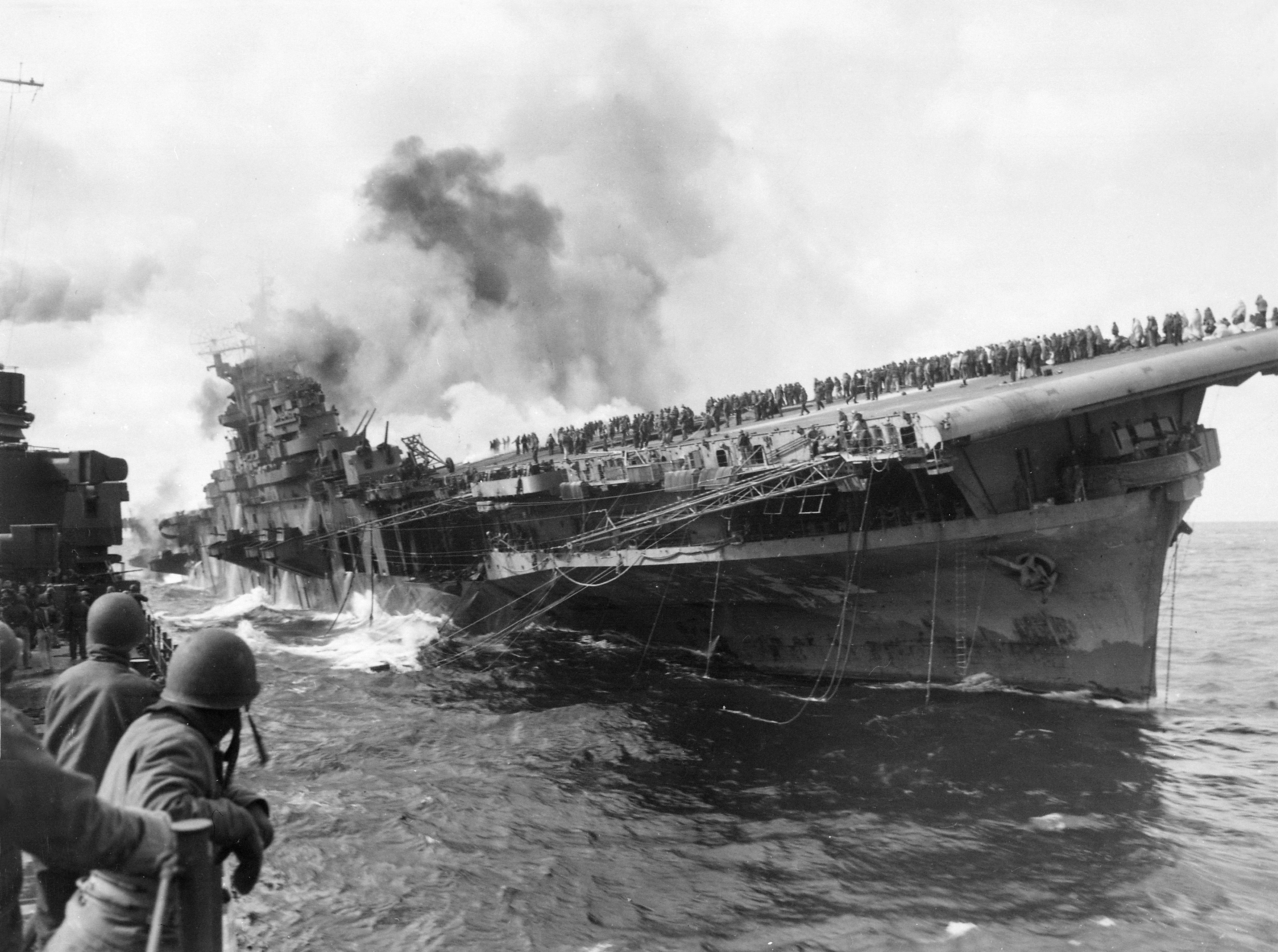
Przechylony „Franklin” z załogą na pokładzie

Okręt dopłynął o własnych siłach do portu w kontynentalnych Stanach Zjednoczonych, ale nie wrócił do służby czynnej. Zakonserwowany, został przeklasyfikowany: 
- 1 października 1952 na lotniskowiec uderzeniowy (CVA-13),
- 3 sierpnia 1953 na lotniskowiec zwalczania okrętów podwodnych (CVS-13),
- 15 maja 1959 na transportowiec samolotów (AVT-8).

W 1958 wycięto z „Franklina” sekcję pokładu lotniczego o wymiarach 9,14 × 27,43 metra i użyto jej do naprawy bliźniaczego USS „Valley Forge”, uszkodzonego przez sztorm. Ostatecznie, skreślony z rejestru floty 1 października 1964, okręt został oddany na złom w 1966.